# Llanera (Asturien)
Llanera ist eine spanische Gemeinde (concejo in Asturien, entspricht dem municipio im übrigen Spanien) in der autonomen Region Asturien. Es grenzt im Norden an Gijón und Corvera, im Süden an Oviedo, im Osten an Gijón und Siero und im Westen an Illas und Las Regueras. Der Hauptort  Posada de Llanera befindet sich 11 km von Oviedo, 20 km von Aviles und 22 km von Gijón entfernt.

## Geographie
Die Gemeinde mit ihren 13.938 Einwohnern (Stand: 2024) hat eine Grundfläche von 106,69 km². Die höchste Erhebung ist der Pico Gorfolí mit 317 m.

### Geologie
Kalkstein und anderes metamorphe Sedimentgestein, sind die beherrschenden Gesteinsformationen.

### Gewässer
Llanera wird im Süden vom Río Nora begrenzt. Die Flüsse Rio Arlós, Rio Frade und Rio Aboño fließen mit mehreren kleineren Flüsschen durch die Gemeinde; der Rio Alvares entspringt in der Gemeinde.

### Verkehrsanbindung
- Nächster internationaler Flugplatz:  Flughafen Asturias in der Gemeinde Castrillon.
- Haltestellen der FEVE oder ALSA sind in jedem Ort.
- Eisenbahnanbindung an das Netz der Renfe in Lugo de Llanera, Villabona und Ferroñes.

## Geschichte

### Bis zum Mittelalter
Die Besiedelung der Region geht zurück bis in die Altsteinzeit, zahlreiche Wallburgen und Dolmen bei den Orten La Coroña, Peña Menéndez, El Canto San Pedro, El Cuetu und Pico Cogolla zeugen noch heute davon.
Auch die Römer hatten hier eine bedeutende Straße gebaut, die entlang dem Río Nora führte. Noch immer bestehen Brücken, und Fragmente der Straße, welche bis heute benutzt werden. Das Kastell Lucus Asturum, welches sie erbauten, war bis weit nach der Reconquista ein wichtiges Verteidigungsbollwerk im Tal des Río Nora.

### Seit dem Mittelalter
In kirchlichen Dokumenten wird der Bau der Klöster „San Pelayo“, „Santa María de la Vega“ und „San Vicente“ unter der Regierungszeit von Alfons III. und Ordoño II. nachgewiesen. Die Gemeinde gehörte zum Erzbistum Oviedo.
 Im 16. Jahrhundert, unter der Regierung von Philipp II. wurden die Grenzen der Gemeinde erstmals schriftlich niedergelegt und die Gemeinde für eigenständig erklärt. Der Verwaltungssitz wechselte darauf von Las Regueras nach Pola de Llanes. Bis zum 19. Jahrhundert wird das Concejo durch regionale Familien (Valdes) regiert.
 Während des spanischen Freiheitskrieges war in Villabona ein Kriegsgefangenenlager eingerichtet. An dieser Stelle ist heute die Justizvollzugsanstalt der Gemeinde.

### Wappen
- Im oberen Teil ist das Engelskreuz zu sehen
- unten links: der alte Turm über dem Río Nora in San Cucufate
- unten rechts: das Wappen der Familie Valdés

## Bevölkerungsentwicklung
Quelle: INE Grafische Aufarbeitung für Wikipedia 

## Politik
| Partei                           | 1979 | 1983 | 1987 | 1991 | 1995 | 1999 | 2003 | 2007 | 2011 | 2015 |
| AP / PP                          | 0    | 1    | 2    | 4    | 8    | 9    | 9    | 9    | 8    | 7    |
| PSOE                             | 5    | 11   | 10   | 10   | 7    | 7    | 6    | 7    | 5    | 5    |
| FAC                              |      |      |      |      |      |      |      |      | 2    |      |
| PCE / IU / IU-BA / IU-Los Verdes | 1    | 0    | 0    | 2    | 2    | 1    | 2    | 1    | 2    | 2    |
| AELL                             | 7    | 5    | 5    |      |      |      |      |      |      |      |
| UCD / CDS                        |      |      |      | 1    |      |      |      |      |      |      |
| Somos Llanera                    |      |      |      |      |      |      |      |      |      | 2    |
| C`s                              |      |      |      |      |      |      |      |      |      | 1    |
| Total                            | 13   | 17   | 17   | 17   | 17   | 17   | 17   | 17   | 17   | 17   |

## Parroquias
Die Gemeinde Llanera ist in 11 Parroquias unterteilt:
| - Ables - Arlós - Bonielles - Cayés | - Ferroñes - Lugo de Llanera - Pruvia - Rondiella | - San Cucufate de Llanera - Santa Cruz de Llanera - Villardeveyo |

## Wirtschaft

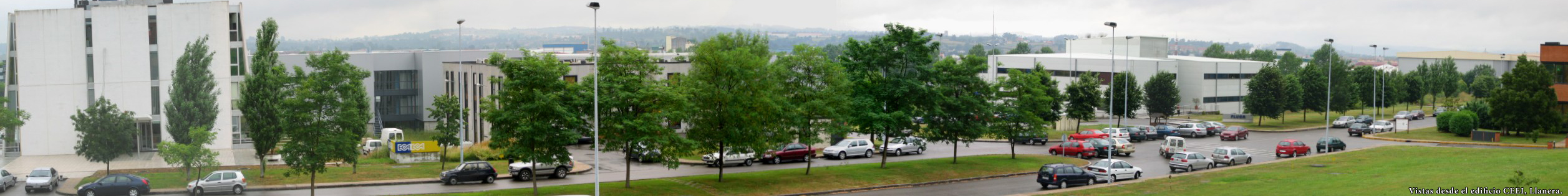
Der Industriepark der Gemeinde

Bedeutende Industriebetriebe in Silvota und Asipo (Polígonos Industriales) sind die Hauptarbeitgeber der Gemeinde. Die Landwirtschaft spielt inzwischen nur noch eine untergeordnete Rolle.
| Wirtschaftszweige                 | Beschäftigte | Anteil in Prozent |
| --------------------------------- | ------------ | ----------------- |
| Ackerbau, Viehzucht und Fischerei | 0357         | 02,16             |
| Industrie                         | 3.038        | 18,35             |
| Bauwirtschaft                     | 2.106        | 12,72             |
| Dienstleistungsbetriebe           | 11.051       | 66,77             |
| Total                             | 16.552       | 100,0             |

## Persönlichkeiten
- Francisco Álvarez Martínez (1925–2022), römisch-katholischer Priester und Bischof sowie Primas von Spanien

## Sehenswürdigkeiten

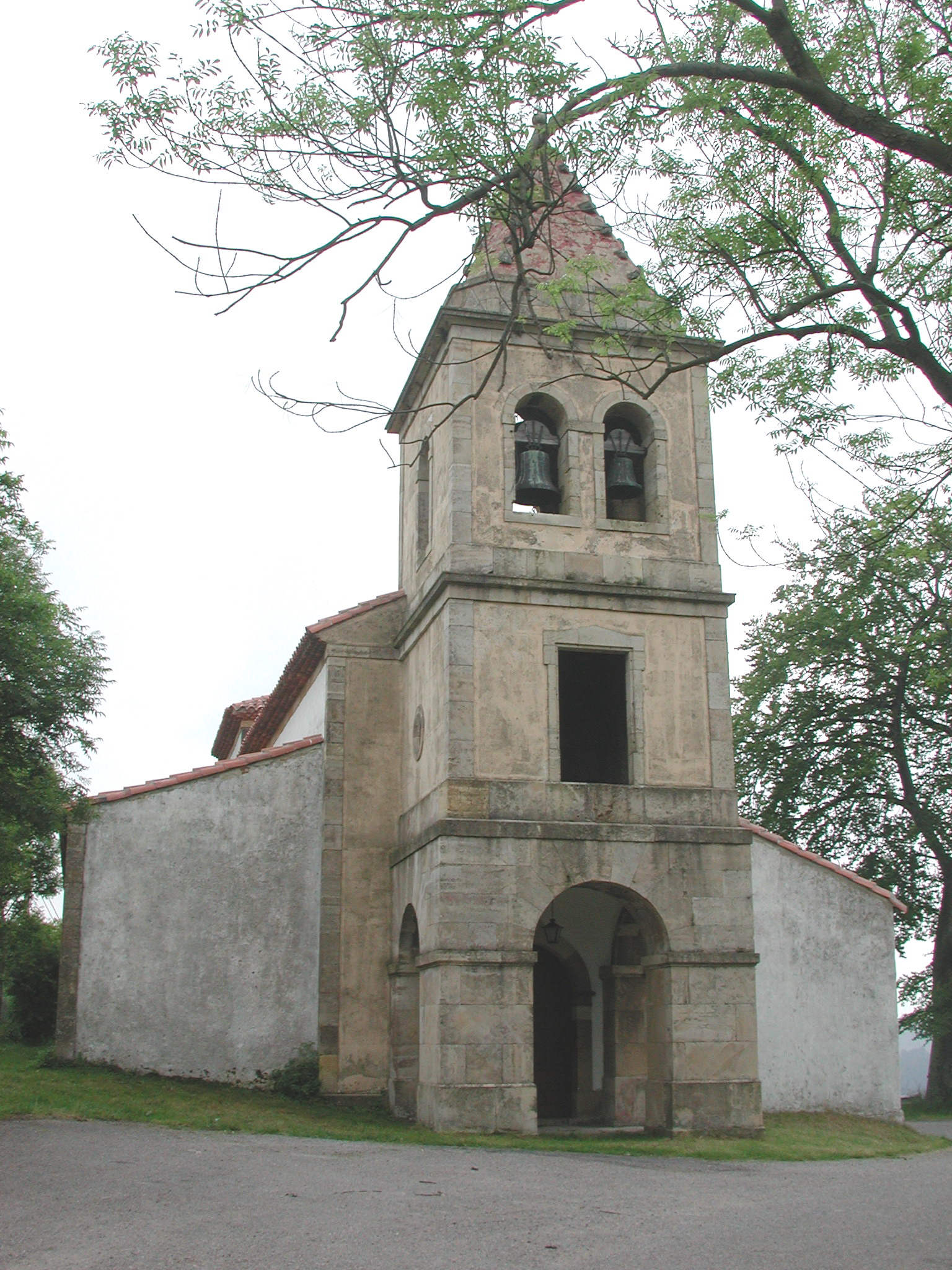
Pfarrkirche San Miguel de Villardeveyo

- Lucus Asturum, das römische Kastell; heute ist dort ein Museum das Museo Arqueológico de Asturias eingerichtet.
- Pfarrkirche San Miguel de Villardeveyo aus dem 15. Jahrhundert.
- Kirche Santiago de Arlos (Bien de Interés Cultural)
- Torre Valdés, der Turm über dem Fluss; er findet sich auch wieder in den Wappen der Familien Valdés und Bernaldo de Quirós sowie im Wappen von Kastilien-León.
- Palacio de Villanueva, ein barocker Palast aus dem 17. Jahrhundert
- Palacio de Villabona, ein barocker Palast aus dem 17. Jahrhundert
- Kapelle Santa Bárbara